# Los Fayos

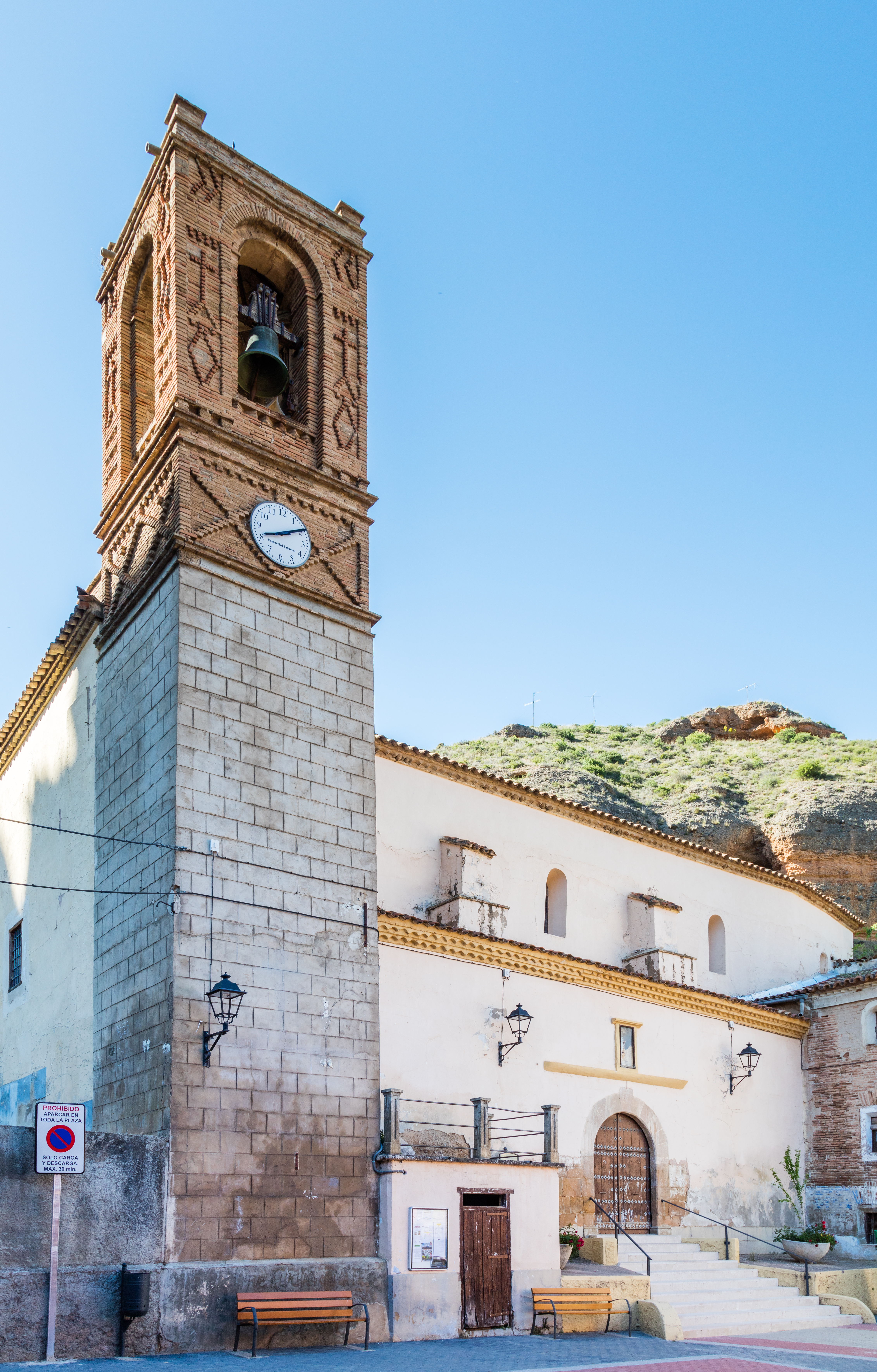
Iglesia de Santa María Magdalena, Los Fayos.

Los Fayos es un municipio situado en la provincia de Zaragoza, comunidad autónoma de Aragón, España. Situado en la comarca de Tarazona y el Moncayo y perteneciente al Partido Judicial de Tarazona. Su término municipal tiene un área de 3,88 km² con una población empadronada de 139 habitantes (INE 2019) y una densidad de 35,82 hab./km².

## Etimología
La etimología de Los Fayos es la forma lingüística arcaica de "Los Fallos", correspondiente a fenómenos tectónicos que originaron la pared rocosa que caracteriza el entorno del pueblo.

## Geografía

### Situación

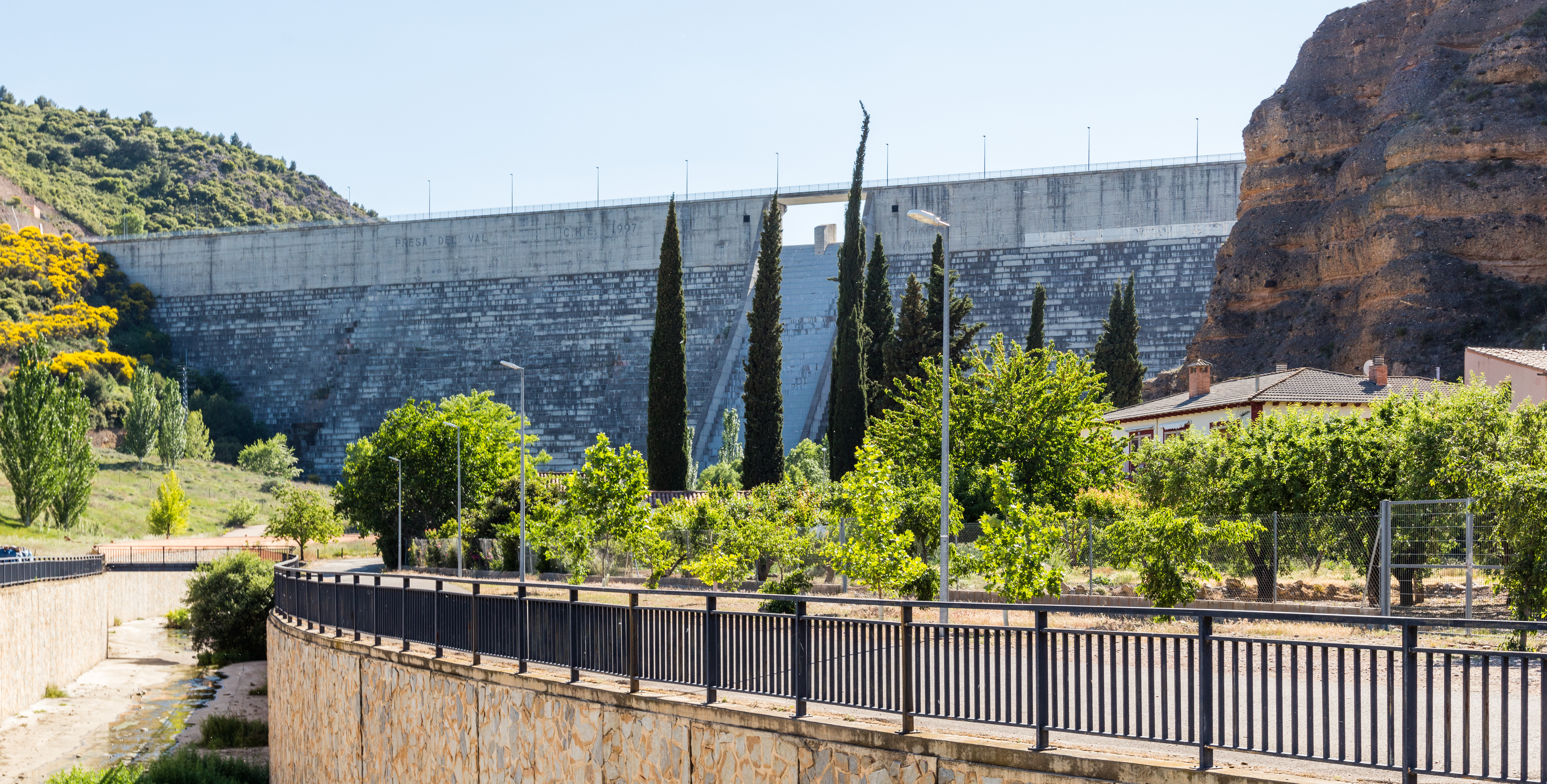
Vista de la presa.

Los Fayos esta situado a 569 m s. n. m., al oeste de la provincia de Zaragoza, a 89 km de Zaragoza, y a unos 6 km de Tarazona, capital de la comarca de Tarazona y el Moncayo.
Su término municipal limita con el municipio de Tarazona, Torrellas y Santa Cruz de Moncayo. Antiguamente perteneció a la Baronía de Torrellas.

### Hidrología
en el término municipal hay dos principales ríos, y en el mismo pueblo el río Val desemboca en el Queiles, siendo su principal afluente.

#### Embalse del Val
Al lado del pueblo está construido el embalse del Val (1996), en el cual se embalsa el agua del río Val y del Queiles, gracias a un túnel que pasa el agua del barranco del Queiles al Val, gracias a una pequeña presa construida en el mismo cauce. La altura de la presa del pantano del Val es de unos 96 metros, albergando en torno a 28 hectómetros cúbicos de agua estando lleno. Desde que se concluyó esta obra, los habitantes del pequeño pueblo llevan esperando a que se acometan las obras que se acordaron con la construcción del pantano, que se han llevado a cabo en parte tras varios contenciosos judiciales con la Confederación Hidrográfica del Ebro y la Administración.

### Orografía
Los Fayos tiene varias cuevas, donde se construyeron varios edificios como el castillo y Ermita de San Benito.

## Historia
Estos apuntes de la historia de los Fayos no son un estudio científico, son unas líneas de posible investigación histórica elaboradas por un hombre que quiere y conoce desde hace años el pueblo. Sirvan por tanto como orientación.
Según algunos estudios no cabe duda de que las cavernas que se multiplican en todas las paredes rocosas fueron habitadas y usadas por el hombre prehistórico. Nos encontraríamos por tanto en uno de los asentamientos más antiguos de la zona.
Un análisis visual de la pared rocosa que abriga el pueblo nos deja vislumbrar, aunque muy desgastados por la erosión, unos corredores que comunicaban las cavernas y los huecos que se abren en la pared. Destaca por su tamaño la llamada Cueva de Caco que seguramente en época medieval sirvió de albergue militar. Se descubren vestigios de la existencia de tres pisos dentro de la cueva y todo un sistema hidráulico con aljibe incluido.
Destacan, aunque inaccesibles si no es por un sistema de cuerdas, algunas cuevas con diferentes salas y en las que destaca la mano del ser humano; encontramos camastros de piedra, estantes y marcos de puerta cincelados a golpe de herramientas.
De las épocas celtíbera y romanas no encontramos ningún vestigio historiográfico ni arqueológico que demuestre la existencia de este pueblo, seguramente por su insignificancia política y económica. De la época visigótica no hay documentos históricos pero se puede conjeturar que aparece la vida eremita en este periodo de la historia como confirma la Leyenda de san Atilano, patrón de Tarazona.
Durante la dominación musulmana, Los Fayos se reúne alrededor del monasterio de San Benito. En esta época el pueblo representa un reducto minoritario cristiano, pobre y rural. La primera referencia historiográfica que encontramos es un reglamento sobre riegos que data del 1106.
De la época medieval destacan los restos del castillo, ya en ruinas en el siglo XVI cuando quedaba una torre o atalaya de vigilancia (1148). La conquista cristiana del territorio musulmán de la península trajo consigo un movimiento de las fronteras hacia el sur y la necesidad de crear enclaves defensivos e informativos en las zonas de frontera para defender los castillos y el territorio. Hoy en día sólo quedan los cimientos de dicha atalaya.
En la guerra de los Pedros del año 1386, el rey de Castilla, Pedro IV, conquista Los Fayos, que pertenecía al rey aragonés, y refuerza este destacamento militar fronterizo.
Otra cita historiográfica se da en el siglo XIV en el Libro de Chantre, donde se cita a Los Fayos como propiedad de la Catedral de Tarazona.
Las primeros "quinque libri", los libros sacramentales que elaboran los párrocos, datan de 1564. Posiblemente en torno a esta fecha se construiría la parroquia. En el último tercio del siglo XVI se hace el primer contrato de la construcción de la nueva Iglesia, siendo Los Fayos propiedad de la catedral. Es curioso cómo cinco años después, en la elaboración del segundo contrato de construcción de la Iglesia, no aparece la Catedral sino el concejo local; y además nos encontramos con otro proyecto de construcción. ¿Estaba en este momento en manos de los duques de Villahermosa como dueños de las tierras de los Fayos? De hecho en el retablo mayor de la Iglesia parroquial aparece el escudo de los duques en un lugar destacado.
La historia nos demuestra que en la segunda mitad del siglo XVII los duques de Villahermosa aparecen como dueños de las tierras de Los Fayos y mandan construir el palacio del Señorío y la Capilla contigua para uso del mismo, junto a los "Callejares", que formaban el núcleo del asentamiento del origen anterior. Y lo rodean todo con un muro de protección al estilo de los asentamientos rurales de esta época, con una única salida y entrada a la altura de la calle Aurora.

## Demografía
Los Fayos cuenta con una población de 133 habitantes (INE 2024).
| Gráfica de evolución demográfica de Los Fayos entre 1842 y 2021                                                     |
| |
| Población de derecho según los censos de población del INE Población de hecho según los censos de población del INE |

## Administración y política
| Período   | Alcalde                   | Partido |  |
| --------- | ------------------------- | ------- |  |
| 1979-1983 | José Manuel García García | PSOE    |  |
| 1983-1987 | Ángel María Juste Aranda  | AP      |  |
| 1987-1991 |                           | PSOE    |  |
| 1991-1995 |                           | Ind.    |  |
| 1995-1999 |                           | PP      |  |
| 1999-2003 |                           | PP      |  |
| 2003-2007 |                           | PSOE    |  |
| 2007-2011 | José Luis Vela Vidorreta  | PSOE    |  |
| 2011-2015 | José Ángel Alonso Coloma  | PP      |  |
| 2015-2019 | Rocío Berrozpe Ariza      | PSOE    |  |
| 2019-2023 | Rocío Berrozpe Ariza      | PSOE    |  |

| Partido político    | Partido político                                                    | 1979   | 1983   | 1987   | 1991   | 1995   | 1999   | 2003   | 2007   | 2011   | 2015   | 2019   |
| Partido político    | Partido político                                                    | Ediles | Ediles | Ediles | Ediles | Ediles | Ediles | Ediles | Ediles | Ediles | Ediles | Ediles |
|                     | Partido de los Socialistas de Aragón (PSOE-Aragón)                  | 0      | 2      | 4      | —      | 1      | —      | 4      | 3      | 1      | 4      | 4      |
|                     | Alianza Popular (AP)-Partido Popular de Aragón (PP)                 | —      | 3      | 1      | 0      | 4      | 4      | 1      | 0      | 4      | 1      | 1      |
|                     | Chunta Aragonesista (CHA)                                           | —      | —      | —      | —      | —      | 1      | 0      | 0      | 0      | —      | —      |
|                     | Colectivo de Convergencia (CC)-Izquierda Unida (IU)                 | —      | —      | —      | —      | —      | —      | —      | —      | 0      | —      | —      |
|                     | Partido Aragonés (PAR)                                              | —      | —      | —      | —      | 0      | 0      | —      | 2      | —      | —      | —      |
|                     | Independiente                                                       | —      | —      | —      | 7      | —      | —      | —      | —      | —      | —      | —      |
|                     | Unión de Centro Democrático (UCD)-Centro Democrático y Social (CDS) | —      | 0      | 0      | —      | —      | —      | —      | —      | —      | —      | —      |
|                     | Partido Comunista de España (PCE)                                   | —      | 0      | —      | —      | —      | —      | —      | —      | —      | —      | —      |
|                     | Organización Revolucionaria de Trabajadores (ORT)                   | 0      | —      | —      | —      | —      | —      | —      | —      | —      | —      | —      |
| Total de concejales | Total de concejales                                                 | 5      | 5      | 5      | 5      | 5      | 5      | 5      | 5      | 5      | 5      | 5      |

## Cultura

### Patrimonio

#### Monumentos religiosos
- Iglesia parroquial de Santa María Magdalena, edificada en las postrimerías siglo XVI, aunque los últimos cuerpos de la torre fueron añadidos en el XVIII. Son interesantes las ménsulas figurativas que representan a santos de cuerpo entero.[14]
- Ermita de San Benito, del siglo XII, cuya cabecera, al igual que una pequeña sacristía fue excavada en la roca.[15]
- Restos de un castillo y antiguo monasterio también excavado en la roca del siglo XII.

#### Monumentos civiles
- Palacio de los duques de Villahermosa,[8] construido en ladrillo durante el siglo XVII, según el modelo de la arquitectura civil de la zona. Se dice que en él pernoctó Felipe IV.
- Restos del Acueducto de los Fayos.[16]

## Fiestas
- El 21 de marzo se celebra San Benito acudiendo en romería a la ermita del santo.
- Las fiestas mayores tienen lugar el tercer miércoles de agosto, en honor de Santa Bárbara.